# Teurthéville-Bocage
Teurthéville-Bocage è un comune francese di 609 abitanti situato nel dipartimento della Manica nella regione della Normandia.

## Società

### Evoluzione demografica
Abitanti censiti